# Psammoryctides convolutus
Psammoryctides convolutus är en ringmaskart. Psammoryctides convolutus ingår i släktet Psammoryctides och familjen glattmaskar. Inga underarter finns listade i Catalogue of Life.